# Frederick Fritsch
Frederick William Fritsch (* 10. Oktober 1954 in Akron, Ohio) ist ein ehemaliger US-amerikanischer Bobsportler.
Fritsch trat während seiner Zeit an der Revere High School in Akron im Football, in der Leichtathletik, im Ringen und Boxen an. Nach seinem Abschluss ging er zur US Navy. Während seiner ersten Olympischen Winterspiele 1976 war er in Norfolk stationiert. Mit seinen Teamkollegen William Hollrock, Earl Frisbie und Phil Duprey landete er im Viererbob in Innsbruck auf Rang 19.
Bei den nationalen Meisterschaften sowie den Nordamerikameisterschaften 1983 konnte Fritsch jeweils im Viererbob den Titel gewinnen. Seine zweiten Olympischen Winterspiele erlebte er 1984 in Sarajevo. Zusammen mit Wayne DeAtley erreichte er im Zweierbob den 17. Platz.
Nach seiner sportlichen Karriere arbeitete Fritsch als Chiropraktiker. Er war dabei auch einige Male als Teamarzt der Olympiamannschaft Guatemalas.